# Edvin Austbø
Edvin Austbø (* 1. Mai 2005 in Stavanger) ist ein norwegischer Fußballspieler.

## Karriere

### Verein
Edvin Austbø erlernte das Fußballspielen beim norwegischen Verein Viking FK. Am 17. Juli 2022 debütierte er für die erste Mannschaft am 14. Spieltag der Eliteserien 2022 beim 2:1-Heimsieg gegen Kristiansund BK, als er in der zweiten Halbzeit eingewechselt wurde.

### Nationalmannschaft
Austbø gab am 7. Februar 2022 sein Debüt für die norwegische U17 beim 2:2-Remis im Freundschaftsspiel gegen Polen.